# Централна провинция (Папуа Нова Гвинея)
Централната провинция е провинция в Папуа Нова Гвинея.
Площта ѝ е 29 998 квадратни километра и има население от 269 756 души (по преброяване от юли 2011 г.). Административен център е град Порт Морсби.